# Рамии
Рамии (на френски: Ramillies) е селище в Централна Белгия, окръг Нивел на провинция Валонски Брабант. Населението му е около 5800 души (2006).